# LIP6
Il LIP6, ovvero il Laboratoire d'informatique de Paris 6, è un laboratorio di ricerca dell'Università Pierre e Marie Curie e del CNRS. Con circa 150 ricercatori permanenti e 250 dottorandi, il LIP6 è uno di principali laboratori di ricerca in Informatica e Reti in Francia, e il più grande laboratorio di informatica della regione parigina.

## Descrizione
Il laboratorio ha un largo spettro di attività raggruppate in cinque dipartimenti: Calcolo Scientifico; Decisione; Sistemi Intelligenti e Ricerca Operativa; Dati e Apprendimento Artificiale; Reti e Sistemi Repartiti; System on Chip.
Il LIP6 ha una lunga tradizione di cooperazione con gli industriali con un numero molto grande di progetti nazionali, europei e internazionali. In collaborazione con questi partners, due centri di ricerca europei sono stati creati: il CERME e Euronetlab. Il CERME (Centre Européen de Recherche en Micro-Electronique) lavora in partenarianot con  ST Microelectronics e Silvaco sui sistemi embedded. Euronetlab, con Thales, 6wind e l'ENST, è 
un laboratorio comune sulle reti e sull'Internet del futuro.
Il LIP6 è ugualmente implicato nei poli di competitività Digital Lab e System@tic. Ha inoltre dei gruppi di ricerca comuni con l'INRIA.
La cooperazione internazionale è una costante per le attività del laboratorio. Il LIP6 è membro di diverse reti di eccellenza europee e sviluppa attivamente delle relazioni internazionali con diversi paesi tra cui il Brasile, gli Stati Uniti e l'Italia.

## Collaborazioni
Alcatel - AONIX - ATMEL - Bordas - Bill - CADENCE - CDC - CEA - Dassault Aviation - EADS - EDF - ELF-ANTAR - Fiat Industrial - France Télécom - GDF - GEMALTO - GEMS - GIE PSA - Ilog - Matra - Nathan - Nortel - Philips - Sagem - SNECMA - Siemens - SILVACO - SOFTEAM - Sony - ST Microelectronics - SURLOG - TEMENTO -  Thales -  6wind

## Statistiche
Valorizzazione della ricerca:
- 12 brevetti
- 30 sistemi o software pubblicati su Internet o sotto licenza con un'azienda.

In media:
- 300 pubblicazioni scientifiche all'anno
- 50 tesi di dottorato discusse ogni anno

Effectivi: 392
- 135 ricercatori o professori UPMC
- 17 ricercatori CNRS o INRIA
- 30 dipendenti amministrativi
- 240 dottorandi